# Dublin (Białoruś)
Dublin (biał. Дублін, Dublin, ros. Дублин, Dublin) – wieś na Białorusi, w obwodzie homelskim, w rejonie brahińskim, w sielsowiecie Czemerysy. W 1921 roku znajdowało się w niej 40 budynków i cmentarz.